# Acacia jasperensis
Acacia jasperensis är en ärtväxtart som beskrevs av Maconochie. Acacia jasperensis ingår i släktet akacior, och familjen ärtväxter. Inga underarter finns listade i Catalogue of Life.